# Stazione meteorologica di Calvi
La stazione meteorologica di Calvi (in francese: Station météorologique de Calvi, in corso: Stazioni meteurologhjca di Calvi) è la stazione meteorologica di riferimento per l'Organizzazione Mondiale della Meteorologia relativa alla città di Calvi, nei pressi della fascia costiera nord-occidentale della Corsica. 

## Coordinate geografiche
La stazione meteo si trova in Corsica, presso la città di Calvi, nell'area aeroportuale di Sainte-Catherine, ad un'altezza di 58 metri s.l.m. e alle coordinate geografiche 42°32′N 8°48′E.

## Medie climatiche ufficiali

### Dati climatologici 1981-2010
In base alla media trentennale 1981-2010, la temperatura media del mese più freddo, gennaio, si attesta a +9,2 °C; quella del mese più caldo, agosto, è di +24,3 °C. Mediamente si contano annualmente 35,1 giorni con temperatura massima eguale o superiore ai 30 °C e 5,8 giorni di gelo.
Le precipitazioni medie annue sono di 668,3 mm, mediamente distribuite in 65 giorni di pioggia, con un picco in autunno-inverno ed un minimo in estate.
L'eliofania assoluta media annua si attesta a 7,4 ore giornaliere, con massimo di 11,9 ore medie giornaliere in luglio e minimo di 3,8 ore medie giornaliere in dicembre.
| Calvi (1981-2010)                  | Mesi | Mesi | Mesi | Mesi | Mesi | Mesi | Mesi | Mesi | Mesi | Mesi | Mesi  | Mesi | Stagioni | Stagioni | Stagioni | Stagioni | Anno  |
| Calvi (1981-2010)                  | Gen  | Feb  | Mar  | Apr  | Mag  | Giu  | Lug  | Ago  | Set  | Ott  | Nov   | Dic  | Inv      | Pri      | Est      | Aut      | Anno  |
| ---------------------------------- | ---- | ---- | ---- | ---- | ---- | ---- | ---- | ---- | ---- | ---- | ----- | ---- | -------- | -------- | -------- | -------- | ----- |
| T. max. media (°C)                 | 13,6 | 13,9 | 15,9 | 18,4 | 22,7 | 26,5 | 29,8 | 29,7 | 26,1 | 22,2 | 17,5  | 14,6 | 14,0     | 19,0     | 28,7     | 21,9     | 20,9  |
| T. min. media (°C)                 | 4,8  | 4,6  | 6,5  | 8,6  | 12,2 | 15,9 | 18,6 | 18,9 | 16,0 | 12,9 | 8,9   | 6,1  | 5,2      | 9,1      | 17,8     | 12,6     | 11,2  |
| Giorni di calura (Tmax ≥ 30 °C)    | 0    | 0    | 0    | 0    | 0,5  | 4,7  | 13,9 | 13,4 | 2,3  | 0,3  | 0,0   | 0,0  | 0,0      | 0,5      | 32,0     | 2,6      | 35,1  |
| Giorni di gelo (Tmin ≤ 0 °C)       | 2,4  | 1,9  | 0,5  | 0,0  | 0,0  | 0,0  | 0,0  | 0,0  | 0,0  | 0,0  | 0,0   | 1,0  | 5,3      | 0,5      | 0,0      | 0,0      | 5,8   |
| Precipitazioni (mm)                | 56,2 | 44,5 | 57,2 | 69,4 | 41,2 | 35,5 | 8,4  | 27,1 | 61,2 | 79,8 | 109,9 | 77,9 | 178,6    | 167,8    | 71,0     | 250,9    | 668,3 |
| Giorni di pioggia                  | 6    | 6    | 6    | 7    | 5    | 3    | 1    | 2    | 5    | 7    | 9     | 8    | 20       | 18       | 6        | 21       | 65    |
| Eliofania assoluta (ore al giorno) | 4,4  | 5,5  | 6,6  | 7,8  | 9,4  | 10,8 | 11,9 | 10,4 | 8,1  | 5,9  | 4,4   | 3,8  | 4,6      | 7,9      | 11,0     | 6,1      | 7,4   |

### Dati climatologici 1971-2000
In base alla media trentennale 1971-2000, la temperatura media del mese più freddo, gennaio, si attesta a +9,2 °C; quella del mese più caldo, agosto, è di +23,8 °C. Mediamente si contano annualmente 29,1 giorni con temperatura massima eguale o superiore ai 30 °C e 5,3 giorni di gelo.
Le precipitazioni medie annue sono di 689,4 mm, mediamente distribuite in 68 giorni di pioggia, con un picco in autunno-inverno ed un minimo in estate.
L'eliofania assoluta media annua si attesta a 7,4 ore giornaliere, con massimo di 11,7 ore medie giornaliere in luglio e minimo di 4,2 ore medie giornaliere in dicembre.
| Calvi (1971-2000)                  | Mesi | Mesi | Mesi | Mesi | Mesi | Mesi | Mesi | Mesi | Mesi | Mesi | Mesi  | Mesi | Stagioni | Stagioni | Stagioni | Stagioni | Anno  |
| Calvi (1971-2000)                  | Gen  | Feb  | Mar  | Apr  | Mag  | Giu  | Lug  | Ago  | Set  | Ott  | Nov   | Dic  | Inv      | Pri      | Est      | Aut      | Anno  |
| ---------------------------------- | ---- | ---- | ---- | ---- | ---- | ---- | ---- | ---- | ---- | ---- | ----- | ---- | -------- | -------- | -------- | -------- | ----- |
| T. max. media (°C)                 | 13,6 | 14,0 | 15,6 | 17,8 | 22,0 | 25,9 | 29,2 | 29,2 | 25,8 | 21,7 | 17,1  | 14,6 | 14,1     | 18,5     | 28,1     | 21,5     | 20,5  |
| T. min. media (°C)                 | 4,8  | 4,9  | 6,1  | 8,1  | 11,7 | 15,4 | 18,0 | 18,4 | 15,7 | 12,3 | 8,4   | 5,9  | 5,2      | 8,6      | 17,3     | 12,1     | 10,8  |
| Giorni di calura (Tmax ≥ 30 °C)    | 0    | 0    | 0    | 0    | 0,2  | 3,0  | 11,8 | 11,8 | 2,1  | 0,2  | 0,0   | 0,0  | 0,0      | 0,2      | 26,6     | 2,3      | 29,1  |
| Giorni di gelo (Tmin ≤ 0 °C)       | 2,1  | 1,6  | 0,7  | 0,0  | 0,0  | 0,0  | 0,0  | 0,0  | 0,0  | 0,0  | 0,1   | 0,8  | 4,5      | 0,7      | 0,0      | 0,1      | 5,3   |
| Precipitazioni (mm)                | 63,2 | 53,4 | 59,0 | 78,5 | 42,5 | 35,4 | 11,0 | 25,2 | 61,6 | 83,1 | 103,9 | 72,6 | 189,2    | 180,0    | 71,6     | 248,6    | 689,4 |
| Giorni di pioggia                  | 7    | 6    | 7    | 8    | 6    | 3    | 1    | 2    | 5    | 8    | 8     | 7    | 20       | 21       | 6        | 21       | 68    |
| Eliofania assoluta (ore al giorno) | 4,4  | 5,2  | 6,4  | 7,4  | 9,2  | 10,7 | 11,7 | 10,4 | 8,2  | 6,2  | 4,6   | 4,2  | 4,6      | 7,7      | 10,9     | 6,3      | 7,4   |

### Dati climatologici 1961-1990
In base alla media trentennale 1961-1990, la temperatura media del mese più freddo, gennaio, si attesta a quasi +9,1 °C; quella del mese più caldo, luglio, è di circa +23,5 °C. Mediamente si contano annualmente 25,6 giorni con temperatura massima eguale o superiore ai 30 °C e 5,3 giorni di gelo.
Le precipitazioni medie annue sono di 699,5 mm, mediamente distribuite in 69 giorni di pioggia, con un picco in autunno-inverno ed un minimo in estate.
L'eliofania assoluta media annua si attesta a 7,4 ore giornaliere, con massimo di 11,8 ore medie giornaliere in luglio e minimo di 4,1 ore medie giornaliere in dicembre.
| Calvi (1961-1990)                  | Mesi | Mesi | Mesi | Mesi | Mesi | Mesi | Mesi | Mesi | Mesi | Mesi | Mesi  | Mesi | Stagioni | Stagioni | Stagioni | Stagioni | Anno  |
| Calvi (1961-1990)                  | Gen  | Feb  | Mar  | Apr  | Mag  | Giu  | Lug  | Ago  | Set  | Ott  | Nov   | Dic  | Inv      | Pri      | Est      | Aut      | Anno  |
| ---------------------------------- | ---- | ---- | ---- | ---- | ---- | ---- | ---- | ---- | ---- | ---- | ----- | ---- | -------- | -------- | -------- | -------- | ----- |
| T. max. media (°C)                 | 13,2 | 13,7 | 15,3 | 18,0 | 21,8 | 25,7 | 29,0 | 28,7 | 25,7 | 21,8 | 17,2  | 14,3 | 13,7     | 18,4     | 27,8     | 21,6     | 20,4  |
| T. min. media (°C)                 | 4,9  | 5,1  | 6,1  | 8,4  | 11,6 | 15,2 | 17,9 | 18,0 | 15,6 | 12,2 | 8,5   | 5,7  | 5,2      | 8,7      | 17,0     | 12,1     | 10,8  |
| Giorni di calura (Tmax ≥ 30 °C)    | 0    | 0    | 0    | 0    | 0,2  | 2,9  | 10,6 | 9,7  | 1,9  | 0,3  | 0,0   | 0,0  | 0,0      | 0,2      | 23,2     | 2,2      | 25,6  |
| Giorni di gelo (Tmin ≤ 0 °C)       | 2,0  | 1,7  | 0,9  | 0,0  | 0,0  | 0,0  | 0,0  | 0,0  | 0,0  | 0,0  | 0,1   | 0,6  | 4,3      | 0,9      | 0,0      | 0,1      | 5,3   |
| Precipitazioni (mm)                | 78,8 | 70,4 | 66,4 | 64,5 | 40,4 | 27,0 | 11,8 | 25,7 | 53,3 | 79,5 | 103,5 | 78,2 | 227,4    | 171,3    | 64,5     | 236,3    | 699,5 |
| Giorni di pioggia                  | 7    | 8    | 8    | 7    | 5    | 3    | 1    | 2    | 4    | 7    | 9     | 8    | 23       | 20       | 6        | 20       | 69    |
| Eliofania assoluta (ore al giorno) | 4,2  | 4,8  | 6,1  | 7,6  | 9,2  | 10,8 | 11,8 | 10,5 | 8,5  | 6,5  | 4,7   | 4,1  | 4,4      | 7,6      | 11,0     | 6,6      | 7,4   |

## Temperature estreme mensili dal 1960 ad oggi
Nella tabella sottostante sono riportate le temperature massime e minime assolute mensili, stagionali ed annuali dal 1960 ad oggi, con il relativo anno in cui queste sono state registrate. La massima assoluta del periodo esaminato di +42,1 °C è del luglio 1983, mentre la minima assoluta di -5,6 °C è del gennaio 1963.
| Calvi (1960-2023)     | Mesi        | Mesi        | Mesi        | Mesi        | Mesi        | Mesi        | Mesi        | Mesi        | Mesi        | Mesi        | Mesi        | Mesi        | Stagioni | Stagioni | Stagioni | Stagioni | Anno |
| Calvi (1960-2023)     | Gen         | Feb         | Mar         | Apr         | Mag         | Giu         | Lug         | Ago         | Set         | Ott         | Nov         | Dic         | Inv      | Pri      | Est      | Aut      | Anno |
| --------------------- | ----------- | ----------- | ----------- | ----------- | ----------- | ----------- | ----------- | ----------- | ----------- | ----------- | ----------- | ----------- | -------- | -------- | -------- | -------- | ---- |
| T. max. assoluta (°C) | 23,3 (1962) | 23,6 (2022) | 28,8 (1974) | 32,1 (2003) | 36,0 (2009) | 40,0 (2023) | 42,1 (1983) | 40,6 (2017) | 37,4 (2008) | 32,9 (1981) | 29,8 (1985) | 25,4 (1989) | 25,4     | 36,0     | 42,1     | 37,4     | 42,1 |
| T. min. assoluta (°C) | −5,6 (1963) | −3,9 (1993) | −4,6 (2005) | −0,4 (2003) | 3,7 (1987)  | 7,5 (1962)  | 10,6 (1981) | 12,3 (2006) | 7,9 (1971)  | 2,6 (1974)  | −2,3 (1975) | −4,2 (1996) | −5,6     | −4,6     | 7,5      | −2,3     | −5,6 |